# 鱼峰乡
鱼峰乡，是中华人民共和国四川省广安市岳池县下辖的一个乡镇级行政单位。

## 行政区划
鱼峰乡下辖以下地区：
龙凤社区、骑龙村、川主村、华凤庵村、大石门村、金城村、顺天村、老门垭村、八桅村、周家寨村、鱼峰山村、打鼓寨村、周家堂村、临碑匾村和龙泉沟村。